# Obsazeno místenkou
Obsazeno místenkou je druhé album hudební skupiny UDG natočené ve studiu Hostivař.

## Seznam písní
1. Písečná
2. Zvědavá
3. Smutné a lehké
4. Duše v ní
5. Vůně
6. Marná snaha
7. Zpěvy deště
8. Na měsíc
9. Ostrovy
10. Fialová